# ITF Women's Circuit Izmir
L'ITF Women's Circuit Izmir è un torneo professionistico di tennis giocato su campi in cemento. Fa parte dell'ITF Women's Circuit. Si gioca annualmente a Smirne in Turchia.

## Albo d'oro

### Singolare
| Anno     | Campionessa | Finalista             | Punteggio |
| -------- | ----------- | --------------------- | --------- |
| 2013     | Ana Vrljić  | Katarzyna Piter       | 6–1, 6–3  |
| 2013 (2) | İpek Soylu  | Gabriela van de Graaf | 7–5, 6–3  |

### Doppio
| Anno     | Campionesse                            | Finaliste                   | Punteggio |
| -------- | -------------------------------------- | --------------------------- | --------- |
| 2013     | Aleksandra Krunić Katarzyna Piter      | Kristi Boxx Abigail Guthrie | 6–2, 6–2  |
| 2013 (2) | Chrystyna Kazimova Christina Shakovets | İpek Soylu Julija Stamatova | 6–4, 6–1  |